# Governatorato di Stavropol'
La Gubernija di Stavropol', in russo Ставропольская губерния?, era una gubernija dell'Impero russo che occupava approssimativamente il territorio dell'attuale kraj di Stavropol'. Istituita nel 1847, esistette fino al 1924. Il capoluogo era Stavropol'.